# 695
695 (DCXCV) var ett normalår som började en fredag i den julianska kalendern.

## Händelser

### Okänt datum
- De frankiska synoderna upphör för en tid av 50 år.
- Anglosaxaren Willibrord invigs i Rom till frisernas biskop.

## Födda
- Zayd, imam.

## Avlidna
- Klodvig IV, kung av Frankerriket sedan 691